# Indiens sjæl
Indiens sjæl er en dansk dokumentarfilm fra 1976, der er instrueret af Jens Bjerre.

## Handling
Jens Bjerres film om Indien viser blandt anden hårdtarbejdende bønder på deres marker, bengalske fisker i deres kamp med havet, byernes hjemløse i deres kamp for at overleve og primitive stammefolk i de urskovsklædte bjerge.